# Gare de Tanikawa
La gare de Tanikawa (谷川駅, Tanikawa-eki) est une gare ferroviaire localisée dans la ville de Tamba, dans la préfecture de Hyōgo au Japon. La gare est exploitée par la compagnie JR West, sur la ligne Kakogawa et Fukuchiyama.

## Service des voyageurs

### Accueil
La gare de Tanikawa est une gare disposant de deux quai et de trois voies.

La voie 1 sert aux train de type Local et Rapid Service,alors que la voie 2 est utilisé pour les Limited Express,il arrive parfois que des trains Local et Rapid Service utilise la voie pour la direction Sasayamaguchi/Sanda.
| N° de voie | Ligne         | Direction           |
| ---------- | ------------- | ------------------- |
| 1          | ▆ Fukuchiyama | Fukuchiyama         |
| 1          | ▆ Fukuchiyama | Sasayamaguchi/Sanda |
| 2          | ▆ Fukuchiyama | Fukuchiyama         |
| 2          | ▆ Fukuchiyama | Sasayamaguchi/Sanda |
| 4          | ▆ Kakogawa    | Kakogawa/Tanikawa   |

### Desserte
| JR West               |                      |                      |                      |                     |
| Direction Kakogawa    | Ligne de Kakogawa    | Ligne de Kakogawa    | Ligne de Kakogawa    | Direction Tanikawa  |
| Kugemura              |                      | Local 普通           |                      | Terminus            |
| Direction Fukuchiyama | Ligne de Fukuchiyama | Ligne de Fukuchiyama | Ligne de Fukuchiyama | Direction Amagasaki |
| Kaibara               |                      | Rapid Service 快速   |                      | Shimotaki           |
| Kaibara               |                      | Local 普通           |                      | Shimotaki           |

- Le Limited Express Kōnotori s'arrête à cette gare

| Limited Express |  |          |  |               |
| Kaibara         |  | Kōnotori |  | Sasayamaguchi |